# Estie Wittstock

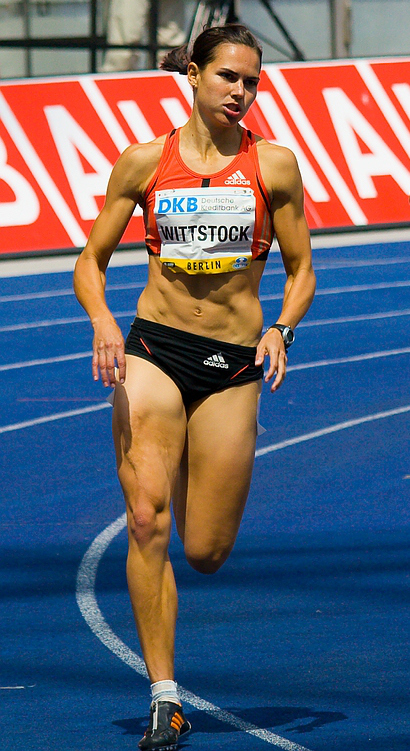
Estie Wittstock beim ISTAF 2008

Estie Wittstock (* 15. September 1980 in Johannesburg) ist eine südafrikanische Leichtathletin, die sich auf den 200- und 400-Meter-Lauf spezialisiert hat.
Wittstock wurde bei den Leichtathletik-Juniorenweltmeisterschaften 1998 in Annecy Fünfte im 400-Meter-Lauf. Ab 2003 trat sie auch im Erwachsenenbereich in Erscheinung. Nach einem dritten Platz über 400 Meter bei der Sommer-Universiade in Daegu siegte sie bei den ersten Afro-Asiatischen Spielen in Hyderabad. Bei den Panafrikanischen Spielen 2003 in Abuja gewann sie die Bronzemedaille im 200-Meter-Lauf.
Bei den Leichtathletik-Afrikameisterschaften 2004 in Brazzaville errang sie mit der südafrikanischen 4-mal-400-Meter-Staffel die Silbermedaille und belegte bei ihrem Einzelstart über 400 Meter den sechsten Platz. Im selben Jahr erreichte sie bei den Olympischen Spielen in Athen die Halbfinalrunde im 400-Meter-Lauf. Bei den Leichtathletik-Weltmeisterschaften 2005 in Helsinki schied sie dagegen sowohl mit der Staffel als auch über 400 Meter bereits in den Vorläufen aus.
2006 gewann Wittstock bei den Leichtathletik-Afrikameisterschaften in Bambous den Titel mit der Staffel und wurde im 400-Meter-Lauf Achte. Im folgenden Jahr holte sie bei den Panafrikanischen Spielen in Algier die Silbermedaille mit der Staffel und belegte über 400 Meter den sechsten Platz. Bei den Leichtathletik-Afrikameisterschaften 2010 in Nairobi wurde sie Zweite im 200-Meter-Lauf.